# Хараманут
Хараманут — деревня в Тулунском районе Иркутской области России. Входит в состав Мугунского муниципального образования. Находится примерно в 25 км к западу от районного центра — города Тулун.

## Население
| 2002 | 2010 | 2011 | 2012 |
| ---- | ---- | ---- | ---- |
| 311  | ↘268 | ↘267 | ↘259 |

Гендерный состав
По данным Всероссийской переписи, в 2010 году в деревне проживало 268 человек (135 мужчин и 133 женщины).